# Distrito de Brzozów
Brzozów (polaco: powiat brzozowski) es un distrito (powiat) del voivodato de Subcarpacia (Polonia). Fue constituido el 1 de enero de 1999 como resultado de la reforma del gobierno local de Polonia aprobada el año anterior. Limita con otros cinco distritos de Subcarpacia: al noroeste con Strzyżów, al norte con Rzeszów, al este con Przemyśl, al sur con Sanok y al oeste con Krosno. Está dividido en seis municipios (gmina): uno urbano-rural (Brzozów) y cinco rurales (Domaradz, Dydnia, Haczów, Jasienica Rosielna y Nozdrzec). En 2011, según la Oficina Central de Estadística polaca, el distrito tenía una superficie de 539,34 km² y una población de 65 274 habitantes.